# Necker (rivière)
Le Necker est une rivière de Suisse, affluent de la Thur et donc sous-affluent du Rhin.

### Sources
- (de) Cet article est partiellement ou en totalité issu de l’article de Wikipédia en allemand intitulé « Necker (Fluss) » (voir la liste des auteurs).